# Marquesado de San Nicolás de Noras
El marquesado de San Nicolás de Noras es un título nobiliario español creado por el rey Amadeo I de Saboya, el 8 de julio de 1872, con la primitiva denominación de "marquesado de San Nicolás", a favor de Nicolás de Urtiaga y de las Rivas, diputado a Cortes.
El 17 de noviembre de 1920, se modificó la denominación de dicho título, a la actual de marquesado de San Nicolás de Noras.
El actual titular, desde 1973, es José Rivera y Larraya, quinto marqués de San Nicolás de Noras.

## Marqueses de San Nicolás de Noras
| Número                                                 | Titular                                      | Periodo                                      |
| Creado en 1872 por el rey Amadeo I de Saboya           | Creado en 1872 por el rey Amadeo I de Saboya | Creado en 1872 por el rey Amadeo I de Saboya |
| ------------------------------------------------------ | -------------------------------------------- | -------------------------------------------- |
| I                                                      | Nicolás de Urtiaga y de las Rivas            | 1872-1888                                    |
| II                                                     | Nicolás Urtiaga y Cantero                    | 1866-1910                                    |
| Cambio de denominación en 1920 por el rey Alfonso XIII |                                              |                                              |
| III                                                    | José Rivera y Urtiaga                        | 1920-1951                                    |
| IV                                                     | José Rivera y Azpiroz                        | 1953-1971                                    |
| V                                                      | José Javier Rivera y Larraya                 | 1973-actual titular                          |

## Historia de los marqueses de San Nicolás de Noras
- Nicolás de Urtiaga y de las Rivas (1806-1888), I marqués de San Nicolás [Es1872].

Le sucedió su hijo:
- Nicolás Urtiaga y Cantero (1841-1910), II marqués de San Nicolás [Es1872].

Le sucedió, en 1920 y con la nueva denominación del título, su sobrino (hijo de su hermana Enriqueta):
- José Rivera y Urtiaga (1863-1951), III marqués de San Nicolás de Noras.

1. Casó con Mercedes de Azpiroz y Carrión (?-1940), con quien tuvo seis hijos: José (que sigue), Mercedes, Enriqueta, Carmen, Concepción (esposa de Ramón Maura, VI conde de la Mortera y Gonzalo.[6]

Le sucedió, en 1953, su hijo:
- José Rivera y Azpiroz (?-1971),[8] IV marqués de San Nicolás de Noras.

1. Casó con Juana Larraya.

Le sucedió, en 1973, su hijo:
- José Javier Rivera y Larraya, V marqués de San Nicolás de Noras.

Actual titular.